# Las dos carátulas
Las dos carátulas és un programa que es transmet per LRA Radio Nacional de l'Argentina (anomenada fins a 1957 Radio del Estado) en forma ininterrompuda des del 9 de juliol de 1950, la qual cosa li converteix en el més antic del món que es continua transmetent en l'actualitat i el que ha romàs en l'aire per major temps. El programa està dedicat a transmetre obres teatrals de tots els gèneres -la comèdia costumista, el gènere crioll, grotesc, la sàtira, la tragèdia- amb la participació d'actors i tècnics de primer nivell. Des de 1998 el programa rep el suport de l' Asociación de Amigos de las Dos Carátulas.

## El seu naixement
La idea del programa va ser de José Ramón Mayo, doctor en filosofia i lletres i professor de l'Instituto Superior de Enseñanza Radiofónica, mort en 1997 a Xile, que la presentà a les autoritats de l'aleshores Radio del Estado, els estudis del qual es trobaven al carrer Ayacucho cantonada Posades de la ciutat de Buenos Aires. El programa va ser acceptat, li ho va batejar com Las dos carátulas en homenatge al tradicional logotip que entrecreua les màscares del riure i el plor, signes distintius del teatre universal i es va iniciar el 9 de juliol de 1950. La programació impresa per la ràdio amb l'anunci de l'emissió de Las Dos Carátulas del 9 de juliol de 1950 informa que l'obra presentada va ser "Canción de Primavera" de José de Maturana. Segons una font l'obra transmesa aquella vegada va ser La flor del trigo, de José de Maturana i un altre cop va ser Canción de primavera del mateix autor.
Entre 1984 i 1990 va estar de director del programa Rodolfo Graziano, reemplaçat després per Nora Massi
En fer-se càrrec de la conducció Graziano va convocar a l'historiador i crític Luis Ordaz per a l'assessoria literària i la selecció de les peces i va disposar que els enregistraments es fessin amb assistència de públic, per a donar així el clima de teatre amb els seus riures i els seus silencis, que eren imposats per l'emoció dels actors, i rebre l'aplaudiment final.

## Elaboració dels programes
En temps de major folgança pressupostària el programa va arribar a comptar amb tres elencs específics: l'anomenat La Ranchería, per a textos d'autors nacionals; La Sirena, per a obres del gran repertori universal i El Corral de Pacheca, destinat a obres de la producció autoral espanyola.
En 2009 Las dos carátulas realitzava dues audicions anuals de veus on es donava preferència als alumnes de l' Escuela Nacional de Teatro, l' Escuela Municipal de Arte Dramático i a les escoles dirigides per professors altament qualificats en el mitjà.
Les adaptacions de les obres són realitzades per escriptors de primer nivell entre els quals cal recordar, entre d'altres, a Paola Lavín, Natalia Gualtieri i Ivonne Fournery.

## La preproducció
Les peces s'han d'adaptar per a passar-les a l'aire durant 90 minuts sense talls, per a això hi ha un equip d'adaptadors. Les obres que durant molts anys es van transmetre en viu, són ara gravades amb modernes tecnologies i assistència de públic en l'estudi de Radio Nacional, per a després ser emeses en diferit. Els actors retiren els llibres el dia dimecres, es reuneixen per a assajar els dissabtes en sessions entre cinc i sis hores i es grava el dilluns. Entre els mesos de desembre a març es repeteixen els millors títols que van integrar la temporada de difusió d'abril a novembre. També s'envien enregistraments en CD a les escoles secundàries, facultats i entitats de bé públic que ho sol·licitin. A vegades l'elenc de Las dos carátulas es va traslladar a l'interior del país per a transmetre el programa des de les emissores locals de Radio Nacional, amb la participació d'artistes i tècnics de cada lloc. Així per exemple es van emetre Edipo en Colono, de Sòfocles, des de Mendoza i Macbeth, de Shakespeare des de Bahía Blanca. També va haver-hi emissions amb presència de públic des del Teatro Presidente Alvear de Buenos Aires.

## Els efectes especials
Quan el programa es realitzava en viu els efectes especials es realitzaven de manera artesanal en l'estudi. Els sorolls de passos, les portes i finestres que s'obren o tanquen, el soroll de copes, l'ascens o descens per una escala etc. sorgien d'instal·lacions de l'estudi –compta per exemple amb una escala de deu graons- o d'artefactes adaptats per a aquest fi. Amb les noves tecnologies els sons es graven prèviament o, en alguns casos, s'usen sons ja arxivats, i després s'editen, tasca que duu a terme la pròpia directora, qui exemplifica “si un caballito relincha tres segundos y en la obra está atado a un palenque, por ahí lo necesito más tiempo, y editó más segundos. Y no hay que olvidarse de cambiar los planos de, por ejemplo, los ladridos: hay que alejarlos y acercarlos porque un perro nunca está ladrando quieto”

## Asociación de Amigos de las Dos Carátulas
Des de 1998 el programa rep el suport de la Asociación de Amigos de las Dos Carátulas, constituïda aquest any per a "difondre, donar suport i col·laborar en tot el necessari per al desenvolupament del teatre nacional i universal, i donar suport en general tota manifestació artística que contribueixi a l'elevació de la cultura". Realitzen tallers per a joves actors i adaptadors de teatre, dissenyadors musicals, d'efectes especials i d'efectes de sala, i la creació d'un elenc de joves que desitgen ser actors, als quals es formarà per a després incorporar-los a les dues caràtules.

## Autors de les obres transmeses
Alguns dels autors les obres dels quals van ser transmeses són els següents:
- - Autors argentins
- Aída Bortnik
- Bernardo Carey
- Roberto Cossa
- Francisco Defilippis Novoa
- Armando Discépolo
- Osvaldo Dragún
- Samuel Eichelbaum
- Cristina Escofet
- Griselda Gambaro
- Carlos Gorostiza
- Ricardo Halac
- Gregorio de Laferrère
- José de Maturana
- Beatriz Mosquera
- Carlos Mauricio Pacheco
- Carlos Pais
- Roberto J. Payró
- Florencio Sánchez
- Ricardo Talesnik
- Alberto Vacarezza.
  - Autors no argentins.
- Calderón de la Barca
- Eurípides
- Federico García Lorca
- Goethe
- Ibsen
- Ben Jonson
- Lope de Vega
- Luigi Pirandello
- William Shakespeare
- Sófocles
- August Strindberg

## Directors de les obres
Entre els qui dirigiren les obres transmeses podem citar:
- Osvaldo Bonet
- Antonio Cunill Cabanellas
- Armando Discépolo
- Boyce Díaz Ulloque
- Oscar Fessler
- Rodolfo Graziano
- Francisco Javier
- Marcelo Lavalle
- Onofre Lovero
- Nora Massi
- Eugenia de Oro
- Jorge Petraglia
- Mercedes Sombra
- Emilio Stevanovich
- Alberto de Zavalía

## Actors que passaren per aquest programa
El programa va comptar amb la participació de destacats actors entre els quals podem esmentar:
- Alfredo Alcón
- Norma Aleandro
- Arnaldo André
- Violeta Antier
- Dora Baret
- Leonor Benedetto
- Alicia Berdaxagar
- Martha Bianchi
- Thelma Biral
- María Aurelia Bisutti
- Beatriz Bonnet
- Osvaldo Bonnet
- Luis Brandoni
- Carlos Carella
- Mercedes Carreras
- Cecilia Cenci
- María Concepción César
- Patricio Contreras
- Stella Maris Closas
- Beatriz Día Quiroga
- Eva Dongé
- Ulises Dumont
- Eva Franco
- María Rosa Gallo
- Claudio García Satur
- Hector Giovine
- Virginia Lago
- Blanca Lagrotta
- Lydia Lamaison
- Raúl Lavié
- María Leal
- Cipe Lincovsky
- Marcela López Rey
- Onofre Lovero
- Elena Lucena
- Jorge Luz
- Leonor Manso
- Iris Marga
- Duilio Marzio
- Nelly Meden
- Luis Medina Castro
- Alberto de Mendoza
- Dora Prince
- Susana Rinaldi
- Perla Santalla
- Pepe Soriano
- Rubén Stella
- Beatriz Taibo
- Elena Tasisto
- Víctor Hugo Vieyra
- Alicia Zanca
- Tincho Zabala
- China Zorrilla
- Lolita Torres
- Carlos Estrada

## Premis i distincions
Va ser declarat com a programa d'interès cultural pel Congrés de la Nació Argentina i el Parlament Cultural del Mercosur. Va rebre els premis Martín Fierro atorgats per l'Asociación de Periodistas de la Televisión y la Radiofonía Argentinas (APTRA) com a millor programa cultural en els anys 2002 i 2003, Talía, San Gabriel, Santa Clara, Cafè Tortoni i Amigos de la Avenida de Mayo, el guardó de la BBC de Londres al Millor Programa de Parla Castellana, un dels premis Ondas 1970 d'Espanya i l'esment que li va atorgar en 1999 Argentores a Nora Massi per la seva gestió des de 1990 al capdavant seu com a productora i directora i a Radio Nacional per la difusió d'aquest espai de teatre universal. En 1991 va rebre l'Esment Especial dels Premis Konex per la seva aportació a la cultura de l'Argentina.